# Laura Boldrini
Laura Boldrini (28 d'abril de 1961, Macerata) és una política italiana. És presidenta de la Cambra dels Diputats italiana des del 16 de març de 2013.
El 26 de febrer de 2004 va rebre, per iniciativa del president de la República, la medalla de l'Orde al Mèrit de la República Italiana.
Fins al 2012 va ser portaveu de l'Alt Comissionat de les Nacions Unides per als Refugiats (ACNUR).